# Гуляйпільська волость (Олександрівський повіт)
Гуляйпільська волость — адміністративно-територіальна одиниця Олександрівського повіту Катеринославської губернії.
Станом на 1886 рік складалася з 4 поселень, 4 сільських громад. Населення — 7888 осіб (4261 чоловічої статі та 3627 — жіночої), 1107 дворових господарств.
|                     | Площа, десятин | У тому числі орної, десятин |
| ------------------- | -------------- | --------------------------- |
| Сільських громад    | 21233          | 18811                       |
| Приватної власності | —              | —                           |
| Іншої власності     | 181            | 132                         |
| Загалом             | 21414          | 18943                       |

Найбільші поселення волості:
- Гуляй Поле — село при річці Гайчур за 80 верст від повітового міста, 5266 осіб, 730 дворів, православна церква, синагога, школа, 30 лавок, вісковий завод, винний склад, 7 заводів, 4 постоялих двори, 3 рейнських погреби, трактир, 3 ярмарки на рік, базари щотижня.
- Воздвиженка (Шеліхівка) — село при балці Куликовій, 1181 особа, 185 дворів.
- Рождественка — село при балці Зайцевій, 979 осіб, 139 дворів, православна церква, 3 лавки.